# Burey-la-Côte
Pour les articles homonymes, voir Burey et Burey-en-Vaux.
Burey-la-Côte est une commune française située dans le département de la Meuse, en région Grand Est. La commune adhère à la communauté de communes du Val-des-Couleurs (qui a succédé au Sivom de Vaucouleurs).

## Géographie
Les villages proches de Burey-la-Côte sont : Sauvigny à 1,3 km ; Goussaincourt à 2,2 km ; Montbras à 2,7 km ; Taillancourt à 3,3 km ; Brixey-aux-Chanoines à 3,4 km ; Gondrecourt-le-Château à 14,8 km.

### Hydrographie
La commune est dans le bassin versant de la Meuse au sein du bassin Rhin-Meuse. Elle est drainée par la Noue de Burey et le ruisseau de Fragne,.

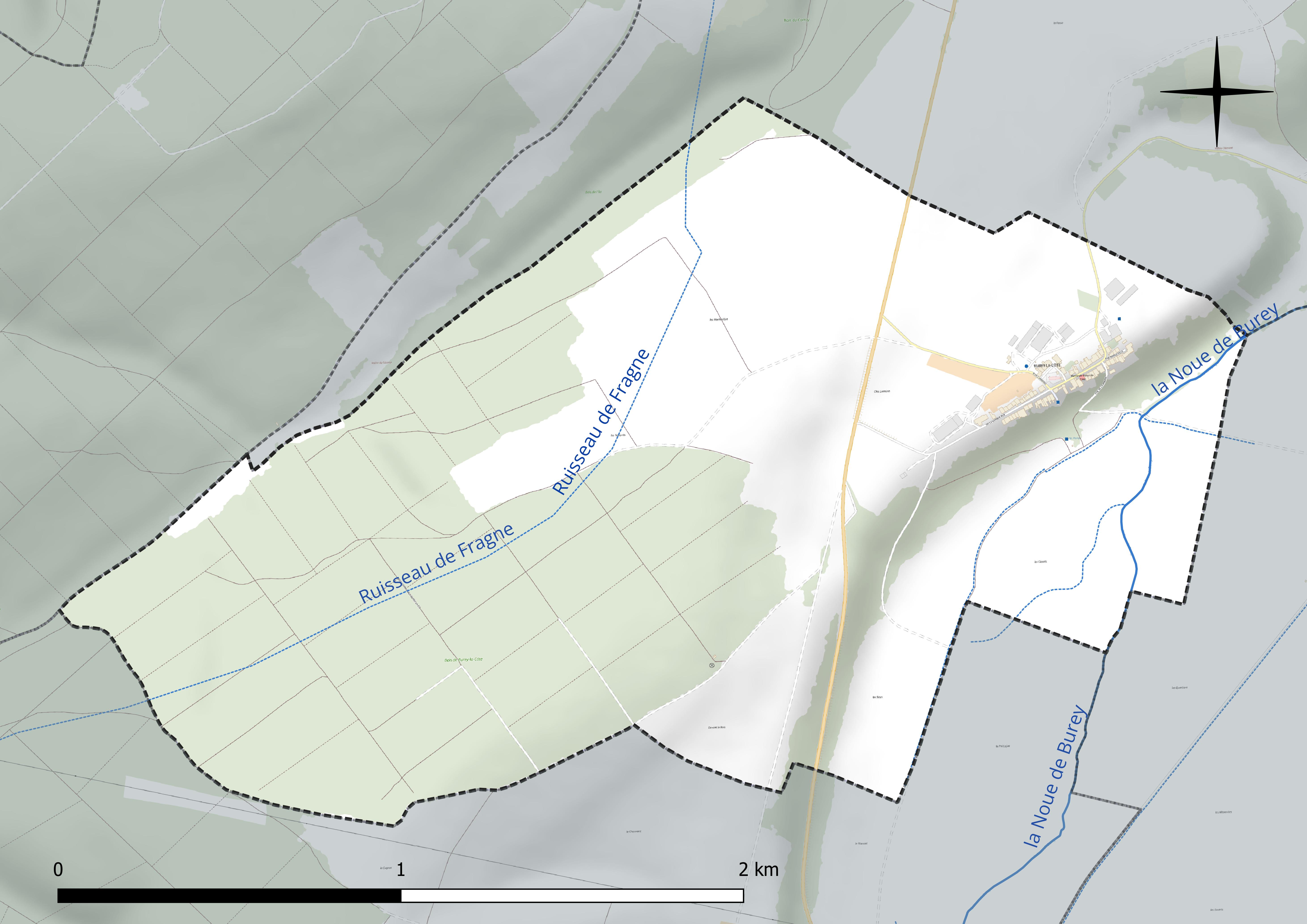
Réseau hydrographique de Burey-la-Côte.

### Climat
Pour des articles plus généraux, voir Climat du Grand Est et Climat de la Meuse.
En 2010, le climat de la commune est de type climat des marges montargnardes, selon une étude du Centre national de la recherche scientifique s'appuyant sur une série de données couvrant la période 1971-2000. En 2020, Météo-France publie une typologie des climats de la France métropolitaine dans laquelle la commune est exposée à un climat océanique altéré et est dans la région climatique  Lorraine, plateau de Langres, Morvan, caractérisée par un hiver rude (1,5 °C), des vents modérés et des brouillards fréquents en automne et hiver.
Pour la période 1971-2000, la température annuelle moyenne est de 9,7 °C, avec une amplitude thermique annuelle de 16,7 °C. Le cumul annuel moyen de précipitations est de 907 mm, avec 13,3 jours de précipitations en janvier et 9,5 jours en juillet. Pour la période 1991-2020, la température moyenne annuelle observée sur la station météorologique de Météo-France la plus proche, « Rollainville », sur la commune de Rollainville à 16 km à vol d'oiseau, est de 10,3 °C et le cumul annuel moyen de précipitations est de 860,3 mm. 
La température maximale relevée sur cette station est de 39,6 °C, atteinte le 25 juillet 2019 ; la température minimale est de −18,2 °C, atteinte le 20 décembre 2009,,.
Les paramètres climatiques de la commune ont été estimés pour le milieu du siècle (2041-2070) selon différents scénarios d'émission de gaz à effet de serre à partir des nouvelles projections climatiques de référence DRIAS-2020. Ils sont consultables sur un site dédié publié par Météo-France en novembre 2022.

## Urbanisme

### Typologie
Au 1er janvier 2024, Burey-la-Côte est catégorisée commune rurale à habitat dispersé, selon la nouvelle grille communale de densité à sept niveaux définie par l'Insee en 2022.
Elle est située hors unité urbaine. Par ailleurs la commune fait partie de l'aire d'attraction de Neufchâteau, dont elle est une commune de la couronne,. Cette aire, qui regroupe 72 communes, est catégorisée dans les aires de moins de 50 000 habitants,.

### Occupation des sols
L'occupation des sols de la commune, telle qu'elle ressort de la base de données européenne d’occupation biophysique des sols Corine Land Cover (CLC), est marquée par l'importance des forêts et milieux semi-naturels (50,1 % en 2018), une proportion identique à celle de 1990 (50,1 %). La répartition détaillée en 2018 est la suivante : 
terres arables (35,5 %), milieux à végétation arbustive et/ou herbacée (27,7 %), forêts (22,4 %), prairies (8,5 %), zones agricoles hétérogènes (6 %). L'évolution de l’occupation des sols de la commune et de ses infrastructures peut être observée sur les différentes représentations cartographiques du territoire : la carte de Cassini (XVIIIe siècle), la carte d'état-major (1820-1866) et les cartes ou photos aériennes de l'IGN pour la période actuelle (1950 à aujourd'hui).

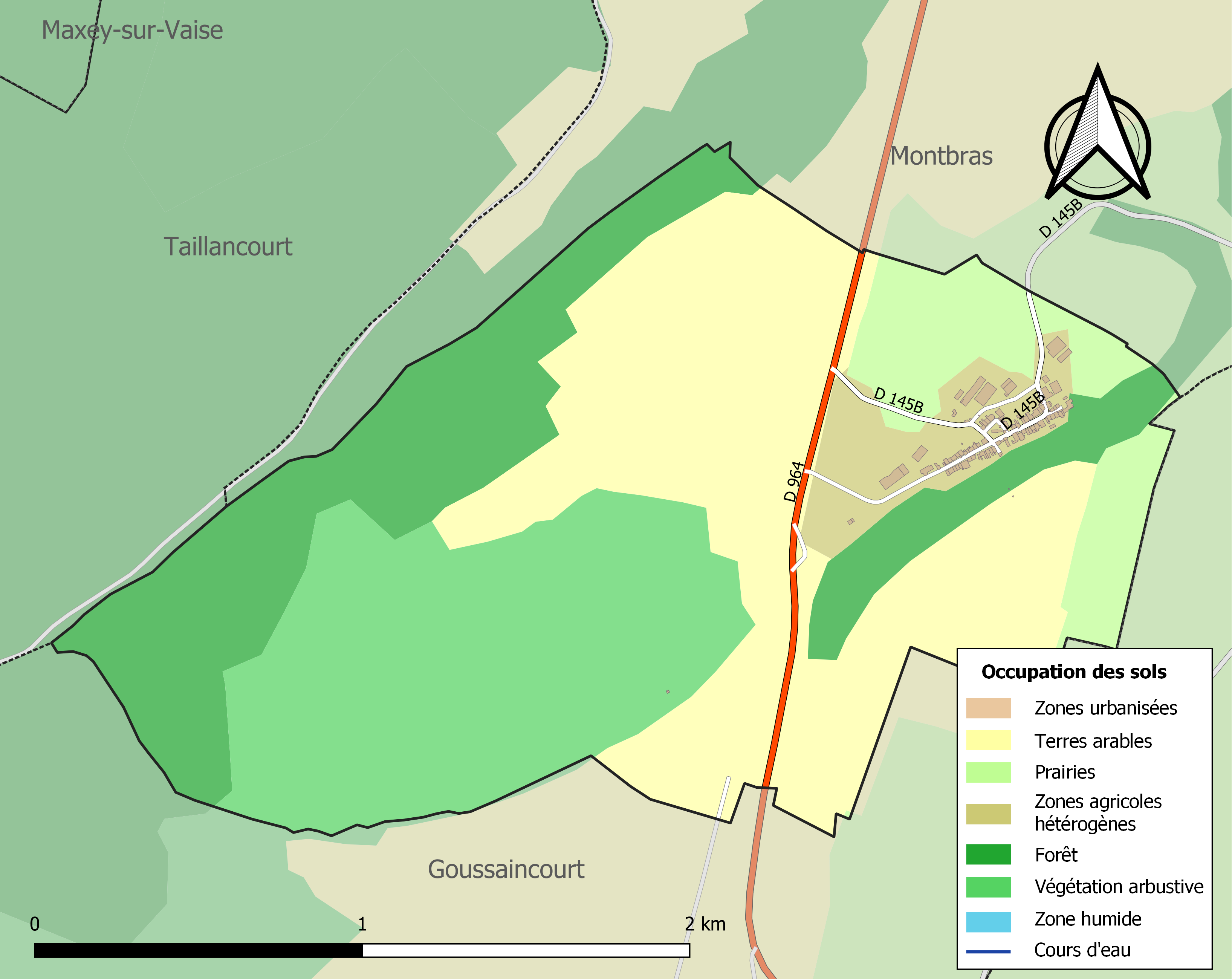
Carte des infrastructures et de l'occupation des sols de la commune en 2018 (CLC).

## Toponymie
Le nom de la localité est attesté sous les formes Burey (1327) ; Buré-la-Coste (1700) ; Bureium-ad-Rupem, Burés-la-Coste (1711).

Peut-être une formation en -acum du germanique *bur « cabane ».

## Histoire
Burrey-la-Côte fut une ville neuve fondée en 1222 par Simon de Joinville, croisé et sénéchal de Champagne.

## Politique et administration
| Période                                  | Période  | Identité                                           | Étiquette | Qualité      |
| ---------------------------------------- | -------- | -------------------------------------------------- | --------- | ------------ |
| Les données manquantes sont à compléter. |          |                                                    |           |              |
| 1959                                     | 1989     | André Hilaire                                      |           |              |
| 1989                                     | En cours | Jean-Michel Langard Réélu pour le mandat 2020-2026 |           | Ancien cadre |

## Démographie
L'évolution du nombre d'habitants est connue à travers les recensements de la population effectués dans la commune depuis 1793. Pour les communes de moins de 10 000 habitants, une enquête de recensement portant sur toute la population est réalisée tous les cinq ans, les populations de référence des années intermédiaires étant quant à elles estimées par interpolation ou extrapolation. Pour la commune, le premier recensement exhaustif entrant dans le cadre du nouveau dispositif a été réalisé en 2005.

En 2022, la commune comptait 86 habitants, en évolution de −2,27 % par rapport à 2016 (Meuse : −4,4 %, France hors Mayotte : +2,11 %).
| 1793 | 1800 | 1806 | 1821 | 1831 | 1836 | 1841 | 1846 | 1851 |
| ---- | ---- | ---- | ---- | ---- | ---- | ---- | ---- | ---- |
| 230  | 257  | 276  | 278  | 307  | 305  | 304  | 296  | 287  |

| 1856 | 1861 | 1866 | 1872 | 1876 | 1881 | 1886 | 1891 | 1896 |
| ---- | ---- | ---- | ---- | ---- | ---- | ---- | ---- | ---- |
| 284  | 287  | 284  | 272  | 245  | 240  | 240  | 231  | 212  |

| 1901 | 1906 | 1911 | 1921 | 1926 | 1931 | 1936 | 1946 | 1954 |
| ---- | ---- | ---- | ---- | ---- | ---- | ---- | ---- | ---- |
| 196  | 169  | 160  | 158  | 131  | 135  | 126  | 100  | 86   |

| 1962 | 1968 | 1975 | 1982 | 1990 | 1999 | 2005 | 2006 | 2010 |
| ---- | ---- | ---- | ---- | ---- | ---- | ---- | ---- | ---- |
| 82   | 74   | 70   | 57   | 52   | 73   | 67   | 66   | 83   |

| 2015 | 2020 | 2022 | - | - | - | - | - | - |
| ---- | ---- | ---- | - | - | - | - | - | - |
| 88   | 88   | 86   | - | - | - | - | - | - |

## Culture locale et patrimoine

### Lieux et monuments
- Le château de Burey-la-Côte inscrit au titre des monuments historiques depuis 1993[21] - Privé.
- L'église fortifiée Saint-Léger.

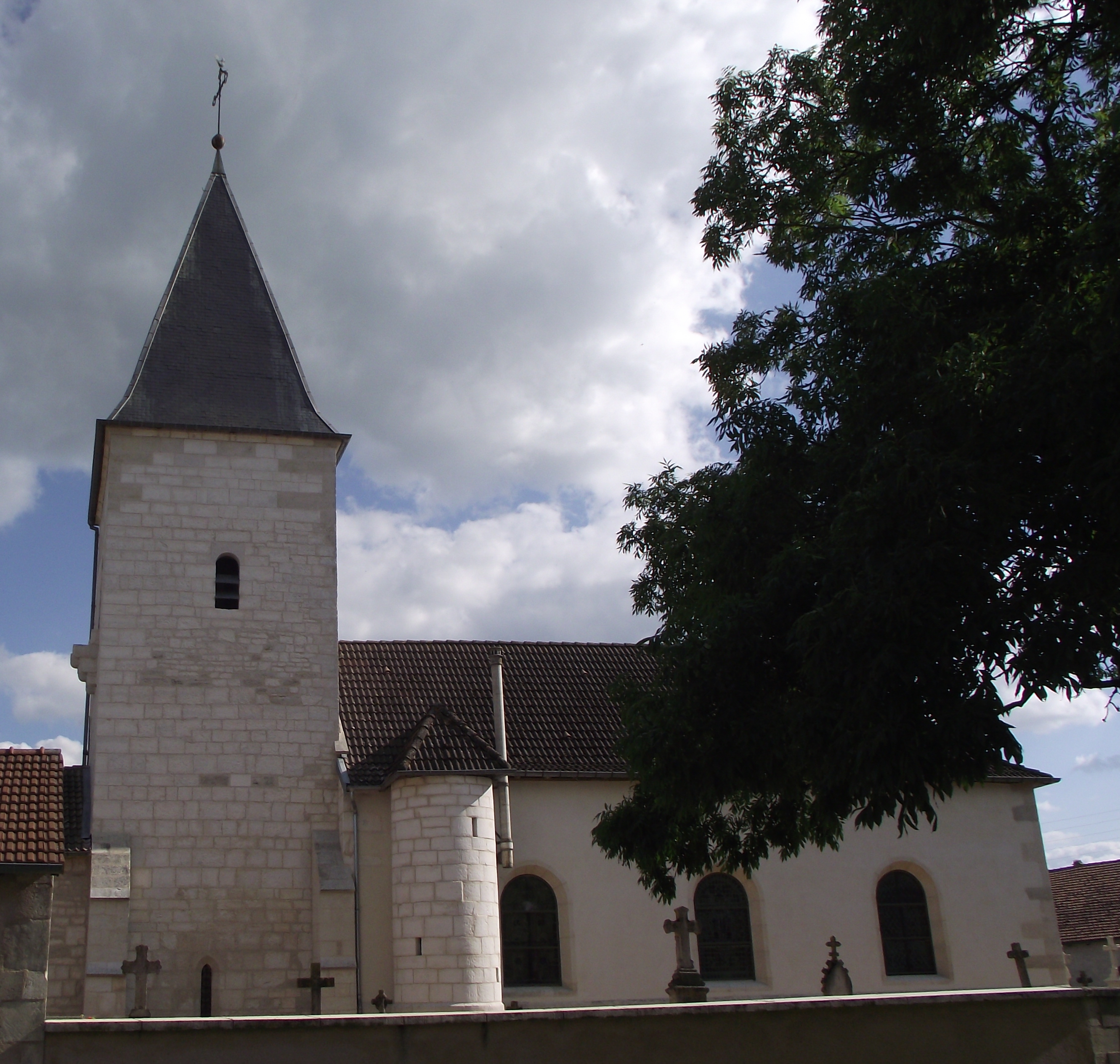
L'église vue de la rue.
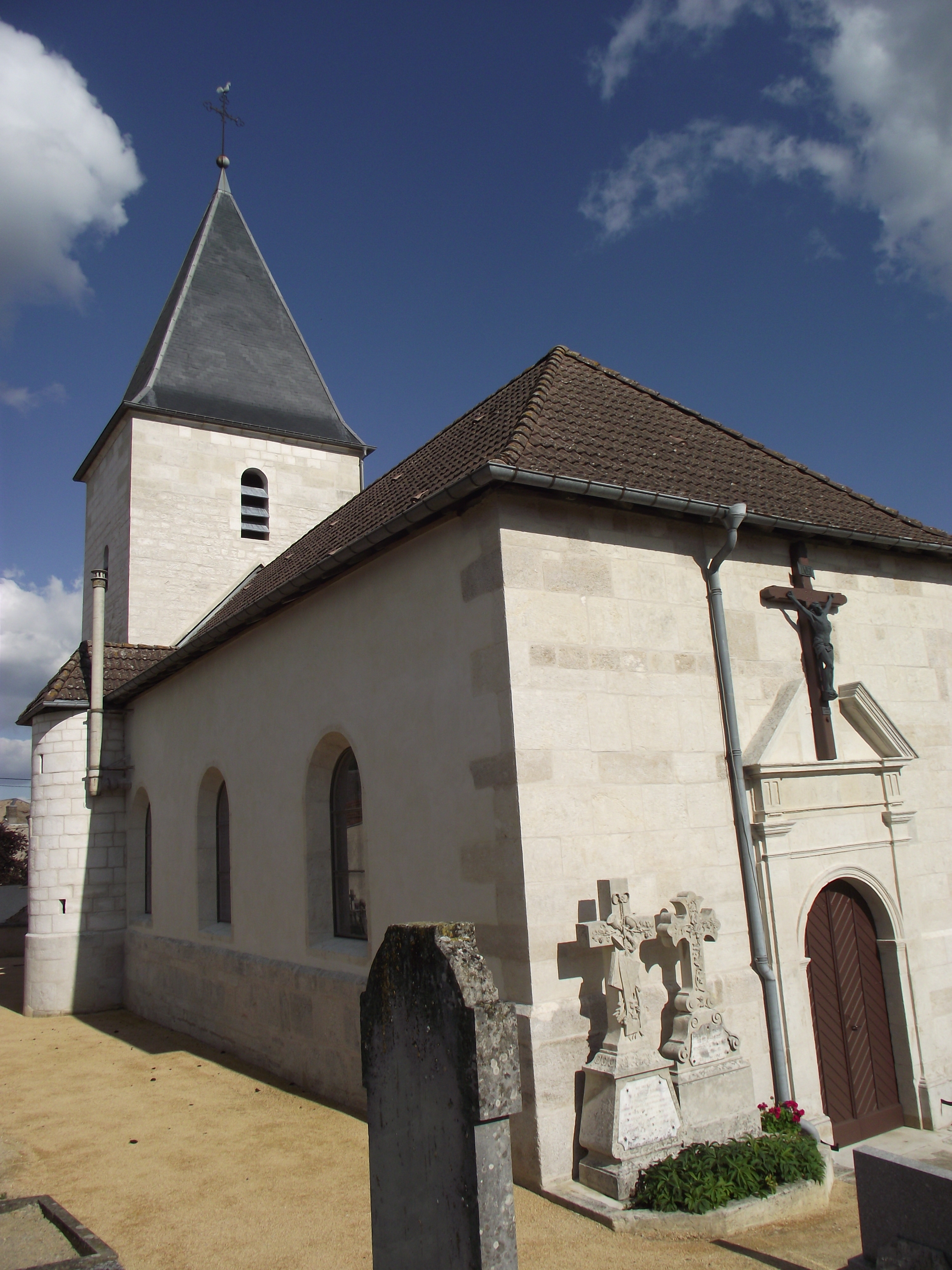
Vue du porche de l'église.
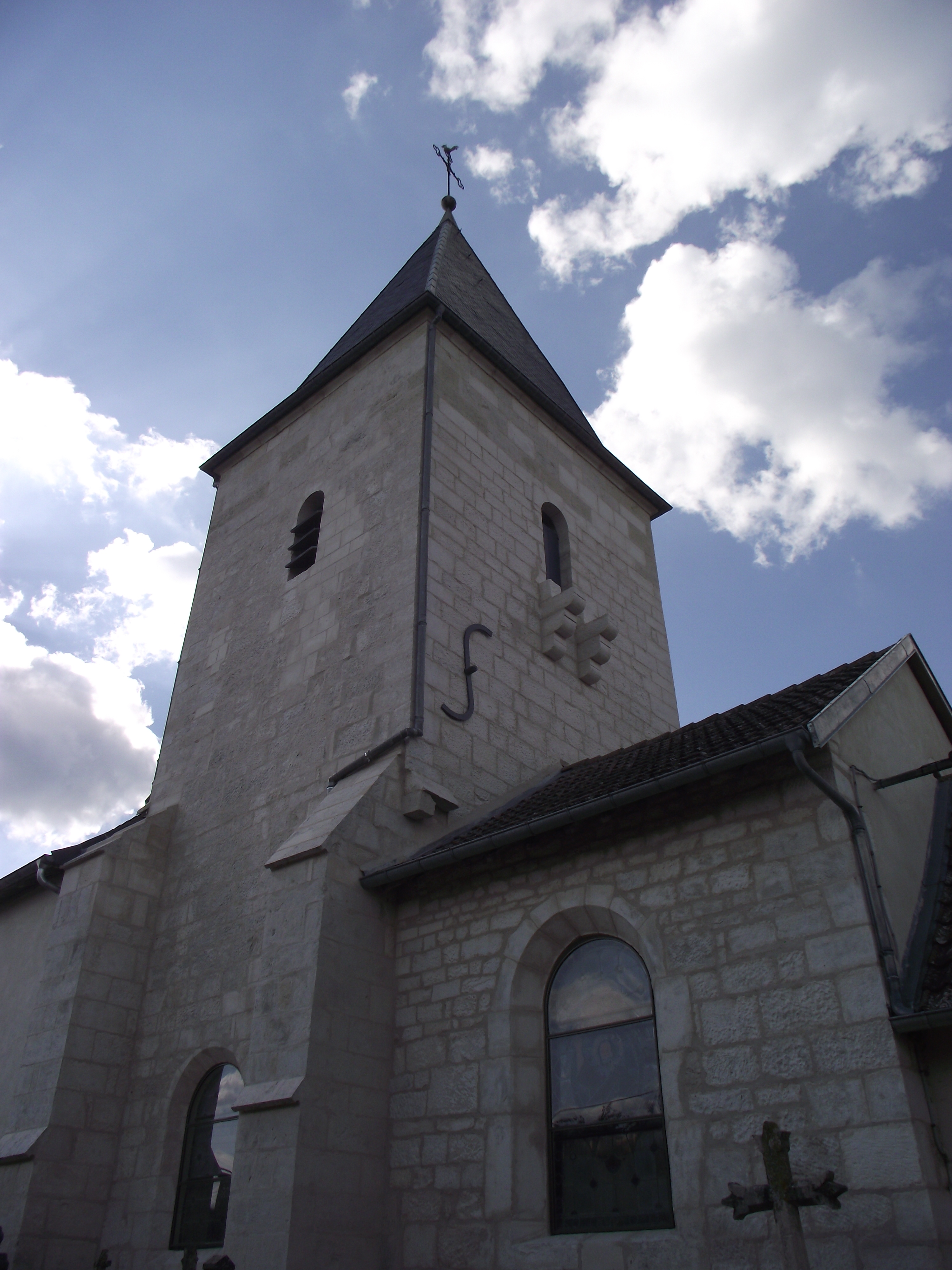
L'église, détail du clocher.

### Personnalités liées à la commune
- Jeanne d'Arc. Lors de son voyage vers Vaucouleurs, Jeanne d'Arc a séjourné durant trois semaines chez son oncle, Durand Laxart (ou Lassois), habitant la ville de Burey-le-Petit. Aujourd'hui, le nom de cette ville a changé, et deux villages revendiquent l'ancienne appellation, et le passage de Jeanne d'Arc : Burey-en-Vaux, et Burey-la-Côte. Aucune trace écrite n'est fiable, du fait de changement de nom et de lieu d'habitation de Durand Laxart au cours de sa vie, et du manque de document attestant des changements de noms des communes. Les archives départementales de Nancy possèdent des documents où Burey-en-Vaux est appelé Burey-la-Grande et Burey-en-Vaulx à plusieurs reprises et indifféremment. Mais une enquête organisée le 8 octobre 1555 cumule dix témoignages, affirmant que Durand Laxart a habité à Burey-en-Vaux. L'explication est peut-être que Durant Laxart ait habité à Burey-en-Vaux et à Burey-la-Côte à différentes périodes de sa vie, et que Jeanne d'Arc ait séjourné à Burey-la-Côte, où une longue tradition désigne une maison comme ayant accueilli la pucelle. Ce n'est néanmoins que l’hypothèse la plus partagée, notamment par Philippe-Hector Dunand, et non une certitude.

### Héraldique
| Blason de Burey-la-Côte | Blason  | Coupé voûté : au 1er de gueules au crosseron d'or accosté de deux fers de lance d'argent, au 2e de sinople au pal d'argent et à la tournelle à quatre merlons d'or brochante. |
| Blason de Burey-la-Côte | Détails | Création Robert André Louis. Adopté le 28 novembre 2017. |